# سکسی و خودم می‌دانم
«سکسی و خودم می‌دانم» (به انگلیسی: Sexy and I Know It) یک تک‌آهنگ از ال‌ام‌اف‌ای‌او است که در سال ۲۰۱۱ میلادی منتشر شد.
این تک‌آهنگ در چارت‌های، استرالیا، نیوزلند، در رتبه اول و در چارت‌های والونیا، اسکاتلند، فرانسه، ایرلند، نروژ، آلمان، اسپانیا، دانمارک، فنلاند، سوئد، فلاندرز، سوئیس، اتریش، بریتانیا، جزو ده ترانه اول قرار گرفت.